# Comté de Valley (Idaho)
Pour les articles homonymes, voir Comté de Valley.
Le comté de Valley est un comté des États-Unis situé dans l’État de l'Idaho. En 2000, la population était de 7 651 habitants. Son siège est Cascade. Le comté a été créé en 1917 et nommé en l'honneur de la longue vallée de la fourche nord de la rivière Payette. Cette vallée est maintenant recouverte par un lac artificiel créé après la construction du barrage de Cascade.

## Géolocalisation
|               | Comté d'Idaho   |                                |
| Comté d'Adams | Comté de Valley | Comté de Custer Comté de Lemhi |
| Comté de Gem  | Comté de Boise  |                                |

## Démographie
| 1920  | 1930  | 1940  | 1950  | 1960  | 1970  |
| ----- | ----- | ----- | ----- | ----- | ----- |
| 2 524 | 3 488 | 4 035 | 4 270 | 3 663 | 3 609 |

| 1980  | 1990  | 2000  | 2010  | - | - |
| ----- | ----- | ----- | ----- | - | - |
| 5 604 | 6 109 | 7 651 | 9 862 | - | - |

## Principales villes
- Cascade
- Donnelly
- McCall